# 凯文·林奇 (城市规划师)
凯文·林奇（英語：Kevin Andrew Lynch，1918年1月7日—1984年4月25日）是一位美国城市規劃師和作家，以其在城市环境的感知形式方面的工作而闻名，并且是心理地图的早期支持者。他最有影响力的书籍包括《城市意象》（1960），这是一部关于城市环境感性形式的开创性作品，以及《此地何时》（1972），它理论化了物理环境如何捕获和重新构建时间过程。
作为建筑师弗蘭克·勞埃德·賴特的学生，在进行城市规划训练前，林奇在麻省理工学院度过了他的学术生涯，1948年到1978年间在那里任教。他在Carr/Lynch Associates（后来称为Carr, Lynch, and Sandell）进行了专业的场地规划和城市设计工作。

## 生平

### 早年生活和教育
1919年1月7日，林奇出生于愛爾蘭裔美國人家庭中，是家中最小的孩子。他在芝加哥北部的Hazel Avenue社区长大。1935年从弗朗西斯帕克学校毕业后，林奇被耶鲁大学录取，准备学习建筑学。但他觉得那里教学过于保守，于是离开后去了威斯康星州春绿村塔里耶森事务所的弗蘭克·勞埃德·賴特那里学习。林奇后来说赖特对自己影响非常大，但不同意他的个人主义社会哲学。一年半后，他告别赖特，于1939年在纽约特洛伊的伦斯勒理工学院学习工程学，但没有完成该课程就前往芝加哥建筑师Paul Schweikher那里工作。1941年，林奇与帕克学院毕业生Anne Borders结婚。
结婚三周后，林奇被选入美國陸軍工兵部隊，1944年在菲律宾和日本服役。战争结束后，他在麻省理工学院完成了本科教育，并于1947年获得城市规划学士学位。

### 学术生涯
毕业后，林奇开始在北卡罗来纳州格林斯伯勒工作，担任城市规划师，但很快就被Lloyd Rodwin聘请到麻省理工学院任教。他于次年开始在麻省理工学院讲学，1949年成为助理教授，1955年成为终身副教授，1963年成为正教授。
1954年，在获得福特基金會拨款在意大利学习城市形态后，林奇和他的麻省理工学院教学同事Gyorgy Kepes获得了洛克菲勒基金会的拨款，用于研究对城市环境和城市形态的感知。林奇和Kepes的研究成果发表于林奇1960年的著作《城市意象》中。1970年，林奇从联合国教科文组织获得资金，用于研究萨尔塔、墨尔本、托卢卡和克拉科夫等城市地区年轻人对城市的使用情况，该项目在他的《Growing Up in Cities 》（1977）中进行了总结。
林奇通过对个人如何在城市景观中认知和导航的实证研究，为城市规划领域做出了重要贡献。他的书探讨了城市环境中时间和历史的存在、城市环境如何影响儿童，以及如何利用人类对城市和地区物理形态的感知作为良好城市设计的概念基础。
在他的学术工作的同时，林奇与斯蒂芬·卡尔（Stephen Carr）合作进行规划和城市设计，他们一起在马萨诸塞州剑桥创立了Carr/Lynch Associates。

### 晚年生活
林奇在1978年成为名誉教授，但继续写作并进行建筑实践。1984年4月25日，他在玛莎葡萄园岛Gay Head的消夏寓所中因心脏病去世。

## 《城市意象》
林奇最著名的作品《城市意象》（1960年）是对观察者如何获取城市信息进行为期五年的研究的结果。林奇以三个美国城市（ 波士顿、泽西市和洛杉矶）为例写道，使用者以一致和可预测的方式理解周围环境，形成由五种元素构成的心理地图：
- 路径（paths） ，街道、人行道、小径和人们旅行的其他通道；
- 边缘（edges），可感知的边界，如墙壁、建筑物和海岸线；
- 区域（districts），城市中相对较大的部分，以某种身份或性格为特征；
- 节点（nodes），焦点、交叉点或核心；
- 地标（landmarks），易于识别的物体，作为外部参考点。

在同书中，林奇还造了“可意象性”（imageability）和导向（way-finding）这两个词。《城市意象》在城市规划和環境心理學领域具有深远的影响。

## 个人生活
安妮·鲍德斯·林奇（Anne Borders Lynch）和凯文·林奇于1941年结婚，育有四个孩子。林奇夫妇是玛莎葡萄园岛的长期居民，安妮继续在那里生活，直到2011年去世。

### Books
- Lynch, Kevin. . Cambridge MA: MIT Press. 1960. OL 5795447M.
- Lynch, Kevin; Hack, Gary. . MIT Press. 1962. (2nd ed. 1971; 3rd ed. 1984)
- Appleyard, Donald; Lynch, Kevin; Myer, John R. . MIT Press. 1964.
- Lynch, Kevin. . MIT Press. 1972. ISBN 0-262-12061-5.
- ———. . MIT Press. 1976. ISBN 0-262-12072-0. (2nd ed. 1980)
- ———. . MIT Press. 1981. ISBN 0-262-12085-2. (2nd ed. Good City Form 1984)
- ———. Southworth, Michael , 编. . San Francisco: Sierra Club Books. 1990. ISBN 0-87156-675-3.

### Selected articles
- ———. . Scientific American. April 1954, 190 (4): 54–63. doi:10.1038/scientificamerican0454-54.
- ———. . Daedalus. 1961, 90 (1): 79–98.
- ———. . MIT Technology Review. January 1961, 63: 19–21.
- ———. . Scientific American. September 1965, 213 (3): 209–219. doi:10.1038/scientificamerican0965-209.
- ———. . Places. 1984, 1 (3): 10–21.

### Book chapters
- ———. .  (PDF). The Environmental Design Research Association. 1976: 27–46.[永久]
- ———. . Banerjee, Tridib; Southworth, Michael  (编). . Springer. 1984: 151–161.

### Edited volumes
- ——— (编). . MIT Press. 1977. ISBN 026212078X.

### Anthologies
- ———. Banerjee, Tridib; Southworth, Michael , 编. . MIT Press. 1990. ISBN 0-262-12143-3.

### 引用文献
1. ↑  Andrade, Leonardo M.V. Caves, Roger W. , 编. . Routledge. 2005: 297–298  [18 May 2015]. ISBN 9780415252256. （原始内容存档于2019-12-25）.
2. 1 2 3 4 5  Banerjee & Southworth 1996.
3. 1 2 3  . Vineyard Gazette. 17 March 2011  [20 May 2015]. （原始内容存档于2019-05-03）.
4. 1 2  . MIT Libraries.   [17 May 2015]. （原始内容存档于2008-08-21）.
5. ↑  Laurence, Peter. . Journal of Urban Design. 2006, 11 (2): 145–172  [2019-07-12]. doi:10.1080/13574800600644001. （原始内容存档于2019-05-03）.
6. ↑  Chawla, Louise.  (PDF). Environment & Urbanization. 1997, 9 (2).
7. 1 2 3  Severo, Richard. . New York Times. 3 May 1984  [20 May 2015]. （原始内容存档于2019-05-03）.

### 引用书目
- Banerjee, Tridib; Southworth, Michael. . Banerjee, Tridib; Southworth, Michael  (编). . MIT Press. 1995: 1–29  [2019-07-12]. ISBN 978-0-262-62095-6. （原始内容存档于2020-02-15）.